# Циліндр відображення
У математиці, зокрема алгебричній топології , циліндром відображення  називається топологічна конструкція, яку можна застосувати до будь-якого неперервного відображення між топологічними просторами.
Циліндри відображень є досить поширеним інструментом у теорії гомотопій. Одним із типових застосувань конструкції циліндрів відображення є поширення теорем, які є справедливими для вкладень підпросторів на загальні відображення, які можуть бути неін'єктивними.
Зокрема теореми чи методи (наприклад, гомології, когомології), які залежать лише від класів гомотопії просторів та відображень, можуть бути застосовані до {\displaystyle f\colon X\rightarrow Y} з припущенням, що {\displaystyle X\subset Y} і  f є включенням підпростору (і до того ж кофібрацією).

## Означення
Нехай {\displaystyle f} є неперервною функцією між топологічними просторами {\displaystyle X} і {\displaystyle Y.}
Циліндром відображення називається фактор-простір
{\displaystyle M_{f}=(([0,1]\times X)\amalg Y)\,/\,\sim }
де {\displaystyle \amalg } позначає диз'юнктне об'єднання, а ∼ позначає відношення еквівалентності породжене
{\displaystyle (0,x)\sim f(x)\quad \forall x\in X.}
Інтуїтивно циліндр відображення {\displaystyle M_{f}} одержується склеюванням одного кінця {\displaystyle X\times [0,1]} до {\displaystyle Y} через відображення {\displaystyle f}.  Таким чином верх циліндра {\displaystyle \{1\}\times X} є гомеоморфним простору {\displaystyle X}, а "низ" є простором {\displaystyle f(X)\subset Y}.  
Якщо {\displaystyle f} є відображеням із збереженням виділених точок (тобто {\displaystyle f(x_{0})=y_{0}} для відповідних виділених точок), то розглядається також редукований циліндр відображення який є фактор-простором звичайного циліндра відображення по підпростору {\displaystyle [0,1]\times x_{0}.} Редукований циліндр є природно простором із виділеною точкою якою є точка, що відповідає підпростору {\displaystyle [0,1]\times x_{0}} і виділеній точці {\displaystyle y_{0}.} Як правило для редукованого циліндра відображення використовується те ж позначення, що і для звичайного і те який саме використовується є зрозуміло із контексту (в залежності чи розглядається категорія топологічних просторів чи топологічних просторів із виділеною точкою).  
Іноді для позначення циліндра відображення використовується позначення {\displaystyle Mf,} а для позначення самої конструкцій використовуються символи {\displaystyle \sqcup _{f}} або {\displaystyle \cup _{f}}. 
Циліндри відображень використовуються в означенні конусів відображень і кофібрацій.

## Основні властивості
- Підпростір Y є сильним деформаційним ретрактом циліндра {\displaystyle M_{f}}.

Справді розглянемо тотожне відображення на Y і відображення на {\displaystyle [0,1]\times X} при якому образом усіх точок {\displaystyle (t,x)} є f(x). Ці два відображення породжують відображення {\displaystyle h:M_{f}\to Y.} Це відображення є ретракцією.
Відображення сильної деформаційної ретракції задається як:
{\displaystyle R(y,s)=y} для точок, що належать підпростору {\displaystyle Y\subset M_{f}}
{\displaystyle R((t,x),s)=(s\cdot t,x)} для точок, що належать підпростору {\displaystyle [0,1]\times X\subset M_{f}}
Відображення R є коректно визначеним оскільки для {\displaystyle y=f(x)} маємо {\displaystyle R(y,s)=y=(0,x)=R((0,x),s).} Також R є неперервним відображенням і є гомотопією від одиничного відображення на  {\displaystyle M_{f}} до введеного вище відображення {\displaystyle h:M_{f}\to Y.}
За означенням точки із {\displaystyle Y} при R залишаються фіксованими і тому R є сильною деформаційною ретракцією.
При цьому доведенні можна розглядати відображення і гомотопії із збереженням виділеної точки, тому твердження є справедливим і для редукованого циліндра відображення із відповідними модифікаціями означень.
- Відображення {\displaystyle f:X\to Y} є гомотопною еквівалентністю якщо і тільки якщо "верх" {\displaystyle \{1\}\times X} є сильним деформаційним ретрактом циліндра {\displaystyle M_{f}}.[2] Відображення сильної деформаційної ретракції можна задати явною формулою.[3]

## Розклад неперервного відображення на композицію кофібрації і гомотопної еквівалентності
Циліндр відображення можна розглядати як спосіб заміни відображення на еквівалентне вкладення просторів, що є кофібрацією.
Для відображення {\displaystyle f\colon X\to Y} циліндр відображення є простором {\displaystyle M_{f}}, разом із кофібрацією {\displaystyle {\tilde {f}}\colon X\to M_{f}} і сюр'єктивною гомотопною еквівалентністю {\displaystyle h:M_{f}\to Y}, для яких композиція {\displaystyle X\to M_{f}\to Y} є рівною f.
А саме функція {\displaystyle h:M_{f}\to Y} є означена як і вище і є ретракцією із {\displaystyle M_{f}} на {\displaystyle Y.} Оскільки, як було доведено вище Y є сильним деформаційним ретрактом і {\displaystyle R(M_{f},1)=h(M_{f})} (всюди простір Y ідентифікується з відповідним підпростором {\displaystyle M_{f}}) то h є гомотопною еквівалентністю для якої гопотопно оберненим є відображення  вкладення Y у {\displaystyle M_{f}.}
Функцією {\displaystyle {\tilde {f}}\colon X\to M_{f}} є вкладення X у {\displaystyle M_{f}} через очевидну ідентифікацію із підпростором  {\displaystyle 1\times X.} Тоді {\displaystyle {\tilde {f}}} є кофібрацією. Справді припустимо, що {\displaystyle k\colon M_{f}\to A} є неперервним відображенням топологічних просторів і {\displaystyle H\colon X\times I\to A} є гомотопією, що починається з {\displaystyle k\circ {\tilde {f}}.}
Введемо дві гомотопії {\displaystyle G_{Y}\colon Y\times I\to A} і {\displaystyle G_{X}\colon (X\times I)\times I\to A} задані як:
{\displaystyle G_{Y}(y,s)=k(y),\ s\in [0,1]}
{\displaystyle G_{X}((t,x),s)={\begin{cases}k(1-(2(1-t)-s)/(2-s),x),&\ 0\leqslant s\leqslant 2(1-t)\\H(x,s-2(1-t)),&\ 2(1-t)\leqslant s\leqslant 1\end{cases}}}
{\displaystyle G_{X}} є неперервним відображенням оскільки для s = 2(1-t) виконується рівність {\displaystyle k(1,x)=k\circ {\tilde {f}}(x)=H(x,0).}
Також {\displaystyle G_{X}((0,x),s)=k(0,x)\equiv k\circ f(x)=G_{Y}(f(x),s)} тому {\displaystyle G_{Y}} і {\displaystyle G_{X}} породжують гомотопію {\displaystyle G:M_{f}\times I\to A.}
Очевидно G починається із k і:
{\displaystyle G\circ ({\tilde {f}}\times 1)(x,s)=G((1,x),s)=H(x,s)} тому {\displaystyle G\circ ({\tilde {f}}\times 1)=H} і {\displaystyle {\tilde {f}}} є кофібрацією.
Отже Y можна замінити на гомотопно еквівалентний простір {\displaystyle M_{f}}, а f на відображення {\displaystyle {\tilde {f}}}. 
Тож конструкція циліндра відображення дозволяє замінити довільне відображення між топологічними просторами на гомотопно еквівалентну кофібрацію. Доведення вище можна застосувати як для категорії топологічних просторів і циліндра відображення, так і для просторів із виділеними точками і редукованих циліндрів відображення.